# Inessa Georgijewna Minejewa

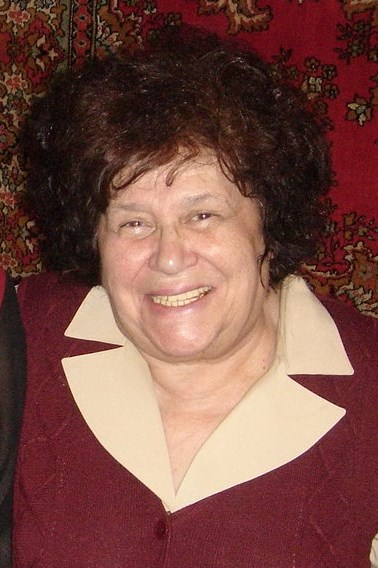
Inessa Georgijewna Minejewa

Inessa Georgijewna Minejewa (russisch Инесса Георгиевна Минеева; * 13. April 1936 in Moskau; † 11. Oktober 2013 ebenda) war eine sowjetische bzw. russische Geochemikerin.

## Leben
Minejewas Vater Georgi Sudakow-Bilimenko war der erste Direktor des Moskauer Staatlichen Luftfahrtinstituts (MAI) und ein Freund Alexander Fadejews und wurde während des Großen Terrors 1937 in Moskau erschossen.
Das Studium an der Lomonossow-Universität Moskau in der Geologie-Fakultät schloss Minejewa 1958 als Geochemikerin ab. Ihr Lehrer war Alexander Winogradow. Darauf arbeitete sie in dem nach Nikolai Fjodorowski benannten Allunionsforschungsinstitut (seit 1991 Allrussisches Forschungsinstitut) für Mineralische Rohstoffe des Ministeriums für Ressourcen der UdSSR/Russischen Föderation bis zu ihrem Tode als führende wissenschaftliche Mitarbeiterin. Sie wurde 1977 Mitglied der Mineralogischen Allunionsgesellschaft.
Minejewas Forschungsschwerpunkte waren die gegenseitigen Beeinflussungen von lebender Materie und Erdöl und der Entstehungsprozesse der großen Gold-, Platin- und Uran-Lagerstätten. Über ihre Ergebnisse berichtete sie auf den Kongressen der Society for Geology Applied to Mineral Deposits (SGA) in Prag 1995, Turku 1997, London 1999, Krakau 2001, Athen 2003, Dublin 2007 und auf den Internationalen Geologenkongressen in Moskau 1984 und Peking 1996. Sie verteidigte 1997 erfolgreich ihre Doktor-Dissertation über die gegenseitige Beeinflussung von Uran und Gold bei den endogenen und exogenen Prozessen der Erzbildung in Präkambrium-Platten für die Promotion zur Doktorin der geologisch-mineralogischen Wissenschaften.
Minejewa war mit dem Geochemiker Dmitri Minejew (1935–1992) verheiratet. Sie starb am 11. Oktober 2013 in Moskau und wurde auf dem Wagankowoer Friedhof begraben.

## Veröffentlichungen (Auswahl)
- Uranium and thorium in Alkaline Rocks of the Ural. In: Geokhimiya (USSR). Nr. 9, 1962, S. 1956–1963.
- Microdistribution of Radioactive Elements in Potassic Alkaline Rocks. In: Geokhimiya. Nr. 7, 1966, S. 796–804.
- Pre- and syn-ore Vertical Zonation in Precambrian Uraniferous Sodic Metasomatite, with Omelianenko B.I. In: International Geological Review. Band 24, Nr. 4, 1982, S. 403–422.
- The Relationship between U and Au during Ore-forming Processes on the Precambrian Shields. In: Proc. 3 Biennial SGA Meeting. Balkema, Rotterdam 1995, S. 59–62.
- Primary and Transformed Carbonaceous PGE-Au-U Ores on Precambrian Shields: Role of Petroleum. In: Mineral Deposits at the Beginning of the 21st Century. Swets & Zeitlinger, Lisse 2001, S. 63–66.

## Ehrungen, Preise
- Ehrenzeichen der Sowjetunion
- Ehrenexploratorin